# Ortholepis vacciniella
Ortholepis vacciniella is een vlinder uit de familie snuitmotten (Pyralidae). De wetenschappelijke naam is voor het eerst geldig gepubliceerd in 1847 door Lienig & Zeller.
De soort komt voor in Europa.